# Lispe marina
Lispe marina är en tvåvingeart som först beskrevs av Becker 1913.  Lispe marina ingår i släktet Lispe och familjen husflugor. Inga underarter finns listade i Catalogue of Life.